# ایگانای
ایگانای (به فرانسوی: Aigonnay) یک کمون در فرانسه است که در Canton of Celles-sur-Belle واقع شده‌است.

## خصوصیات
ایگانای ۱۴٫۰۵ کیلومترمربع مساحت و ۶۱۱ نفر جمعیت دارد و ۱۳۱ متر بالاتر از سطح دریا واقع شده‌است.